# 京都市立醍醐西小学校
京都市立醍醐西小学校（きょうとしりつ だいごにししょうがっこう）は京都府京都市伏見区醍醐川久保町にある公立小学校。

## 沿革
- 1967年（昭和42年） - 開校[1]。

## 卒業後の進路
卒業後は基本的に京都市立栗陵中学校に進学する。

## 通学区域が隣接している学校
- 京都市立栄桜小中学校
- 京都市立池田小学校
- 京都市立池田東小学校
- 京都市立醍醐小学校
- 京都市立北醍醐小学校
- 京都市立小野小学校